# Pitlochry Parish Church

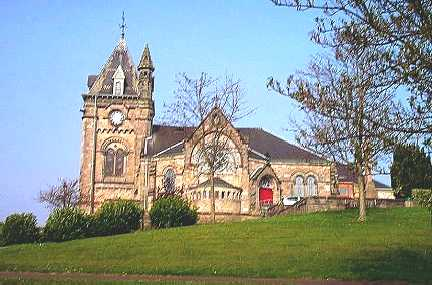
Pitlochry Parish Church

Die Pitlochry Parish Church ist eine Pfarrkirche der presbyterianischen Church of Scotland in der schottischen Ortschaft Pitlochry in der Council Area Perth and Kinross. 1981 wurde das Bauwerk in die schottischen Denkmallisten in der höchsten Denkmalkategorie A aufgenommen.

## Geschichte
Archibald Butter stiftete das Grundstück zum Bau der ursprünglich als Filialkirche im Parish Moulin errichteten heutigen Pitlochry Parish Church. Die Grundsteinlegung wurde am 4. September 1883 vorgenommen. Den Entwurf für das Gebäude im Stile der Architektur Frederick Thomas Pilkingtons lieferte das in Dundee ansässige Architekturbüro Charles & Leslie Ower. Bei der Orgel handelt es sich um eine Stiftung Andrew Carnegies, während die am 6. März 1885 installierten Glocken und Turmuhren Stiftungen Archibald Butters sind. Das Denkmal Alexander Duffs wurde 1889 ergänzt. Seit 1923 fungiert das Gebäude als Pfarrkirche. Um 1950 wurden Säulen hinzugefügt und das Gebäude 1996 erweitert.

## Beschreibung
Die Pitlochry Parish Church steht an der Church Road im Zentrum Pitlochrys. Die Kreuzkirche ist neoromanisch ausgestaltet. Ihr Mauerwerk besteht aus grob zu Quadern behauenem Bruchstein mit abgesetzten Natursteindetails. Die Öffnungen sind ebenso wie die Bekrönungen meist rundbogig ausgeführt. Die Giebel des Querschiffs sind mit großen Fensterrosen gestaltet. Der an der Westseite vorgelagerte, dreistöckige Glockenturm weist einen quadratischen Grundriss auf. Entlang seiner Kanten ziehen sich breite, kolossale Pilaster, die bis unter das abschließende Kranzgesims unterhalb des Pyramidendaches reichen. Aus dem Dach treten Lukarnen heraus. An der Südseite ragt ein schlanker Eckturm auf. Sämtliche Dächer sind mit Schiefer eingedeckt.